# Willis Towers Watson Pensionsfonds
Die WTW Pensionsfonds AG (früher Willis Towers Watson Pensionsfonds AG, abgekürzt auch WTW Pensionsfonds) ist ein deutscher Pensionsfonds mit Sitz in Wiesbaden. Die mit über 4 Milliarden Euro an verwalteten Kapitalanlagen zu den größten deutschen Pensionsfonds gehörende Einrichtung nahm 2013 in der jetzigen Form den Geschäftsbetrieb auf und gehört zum Konzernverbund des Deutschlandarms von Willis Towers Watson.

## Geschichte und Hintergrund
Im Zuge der Rentenreform 2002 wurden Pensionsfonds als fünfter Durchführungsweg für die Betriebliche Altersvorsorge in Deutschland zugelassen. Im Oktober 2012 wurde die im März 2000 gegründete PM&S Pensions-Management & Sicherungs-Treuhand AG in Towers Watson Pensionsfonds AG umfirmiert und gleichzeitig als neuer Unternehmensgegenstand der Betrieb des Pensionsfondsgeschäfts im Sinne der Bestimmungen des Versicherungsaufsichtsgesetzes beschlossen. Die entsprechende Genehmigung des Geschäftsbetriebs durch die Bundesanstalt für Finanzdienstleistungsaufsicht erfolgte im Januar 2013. Die Einrichtung richtete sich dabei nicht an Unternehmen spezifischer Branchen, durch Übernahme von Zusagen verschiedener Träger wuchsen die verwalteten Kapitalanlagen in den folgenden Jahren an. Teilweise wurden auch Bestände anderer Pensionsfonds übernommen.
Im Zuge des Zusammenschlusses von Towers Watson als bisherige Mutter und dem Deutschlandarm der Willis Group Holdings 2016 erfolgte 2017 die Umbenennung in Willis Towers Watson Pensionsfonds AG sowie im Jahr 2023 in WTW Pensionsfonds AG. Im Dezember 2019 übernahm der Pensionsfonds das Pensionsvermögen in Höhe von rund 2,6 Milliarden Euro für rund 10.000 Betriebsrentner von Innogy im Zusammenhang mit der Komplettübernahme des Unternehmens durch E.ON, Ein Vierteljahr später wurde der MAN Pensionsfonds mit verwalteten Kapitalanlagen in Höhe von 619 Millionen Euro auf den WTW Pensionsfonds übertragen, seit Gründung 2007 waren Willis Towers Watson bzw. der Vorgänger bereits administrativ für die Einrichtung verantwortlich.
Als privatwirtschaftliches Unternehmen der betrieblichen Altersvorsorge wird der Pensionsfonds von der BaFin beaufsichtigt, die hierfür im Sinne des Versicherungsaufsichtsgesetzes zuständig ist. Sofern im Pensionsfonds eine aufsichtsrechtliche Unterdeckung entsteht, ist das jeweils seine Pensionsverpflichtungen auslagernde Unternehmen zu einem entsprechenden Nachschuss verpflichtet.